# Równania Maxwella

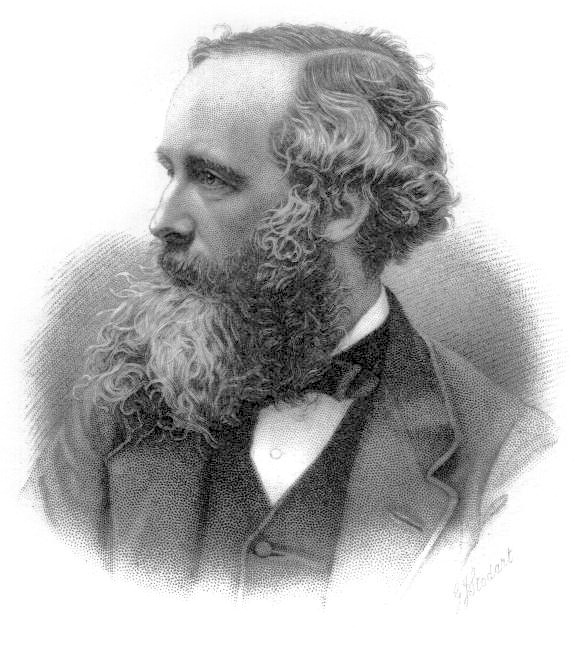
James Clerk Maxwell

Równania Maxwella – cztery podstawowe równania elektrodynamiki klasycznej zebrane i rozwinięte przez Jamesa Clerka Maxwella. Opisują one właściwości pola elektrycznego i magnetycznego oraz zależności między tymi polami.
Z równań Maxwella można wyprowadzić między innymi równania falowe fali elektromagnetycznej oraz wyznaczyć prędkość takiej fali propagującej (rozchodzącej się) w próżni (prędkość światła).

## Historia
Najważniejsze kroki do powstania i akceptacji równań Maxwella  :
- Na początku XIX w. powszechnie sądzono, że elektryczność i magnetyzm nie mają ze sobą nic wspólnego.
- W 1800 r. Alessandro Volta zbudował stos elektryczny (baterię ogniw), co umożliwiło badania nad prądem elektrycznym.
- W 1820 Hans Ørsted odkrył oddziaływanie „konfliktu elektrycznego” na magnesy. Wkrótce potem Jean-Baptiste Biot i Félix Savart ustalili eksperymentalnie, że prostoliniowy przewód z prądem działa na biegun magnesu siłą (Ørsted tego terminu nie użył) w kierunku prostopadłym do kierunku prądu i najkrótszego odcinka łączącego biegun z przewodem i maleje odwrotnie proporcjonalnie do odległości między nimi.
- W 1820 André Ampère odkrył siłę działającą między przewodnikami z prądem i sformułował prawo określające wartość siły między dwoma elementami prądów. Siły te miały być centralne, czyli działać między elementami prądów wzdłuż łączącej je linii, być proporcjonalne do natężeń prądów i zależeć od kątów między elementami i między elementami a łączącym je odcinkiem. Ampère określił tę dziedzinę badań mianem elektrodynamiki.
- W 1831 Michael Faraday odkrył indukcję elektromagnetyczną. (Nieco wcześniej Francesco Zantedeschi donosił, że prądy elektryczne powstają gdy do obwodu zbliżamy lub od niego oddalamy magnes. Indukcję elektromagnetyczną niezależnie od Faradaya odkrył też Joseph Henry).
- W 1845 Wilhelm Weber podsumował odkrycia Ampère’a, Faradaya i innych w postaci prawa, zgodnie z którym siła między ciałami naelektryzowanymi jest proporcjonalna do iloczynu ładunków i odwrotnie proporcjonalna do kwadratu odległości między nimi (jak mówi prawo Coulomba), ale zależy też od ich wzajemnych prędkości i przyspieszenia. Do lat 80. XIX w. była to najczęściej akceptowana teoria elektryczności i magnetyzmu.
- W 1855 James Clerk Maxwell odrzucił teorię Webera, gdyż uważał ją za niezgodną z prawem zachowania energii (mylił się). Uznał, inspirowany uwagami Faradaya o liniach sił, że siły elektryczne i magnetyczne działają za pośrednictwem ośrodka wypełniającego całą przestrzeń (kilka lat później określił go mianem eteru). W 1856, w II części On Faraday’s Lines of Force, przekładając znane prawa elektrodynamiki, wyrażone w terminach sił, na język pól, zapisał niektóre z równań znane dziś jako równania Maxwella. Jedno z nich głosiło, mówiąc jakościowo, że wokół prądu elektrycznego powstaje wirowe pole magnetyczne. Drugie, że zmienne pole magnetyczne wytwarza wirowe pole elektryczne.
- W 1862, w III części On Physical Lines of Force, Maxwell dodał do pierwszego z wymienionych praw wyrażenie na prąd przesunięcia (co wiązało się z hipotezą, że eter jest ciałem sprężystym). Pokazał, że z tak zmodyfikowanego prawa i prawa zachowania ładunku wynika prawo Coulomba. Zaraz dalej obliczył, na podstawie wyników elektrycznych i magnetycznych pomiarów Webera i Kohlrauscha (nie mających nic wspólnego z optyką), że w eterze powinny powstawać fale rozchodzące się z prędkością 310 700 km/s, podczas gdy pomiary prędkości światła dokonane przez Armand Fizeau dały wartość 315 000 km/s. W obliczu takiej zgodności Maxwell stwierdzał: „trudno nam uniknąć wniosku, że światło polega na poprzecznych drganiach tego samego ośrodka, który stanowi przyczynę zjawisk elektrycznych i magnetycznych”.
- W 1865 w A Dynamical Theory of Electromagnetic Field Maxwell zebrał rozproszone w wymienionych artykułach równania w układ dwudziestu równań z dwudziestoma zmiennymi. Zmniejszył ich liczbę w A Treatise on Electricity and Magnetism (1873) używając notacji wektorowej, ale nadal było ich osiem, zapisanych w postaci bardzo nieprzejrzystej. W 1865 pokazał – dla składowej magnetycznej – że z jego równań wynika równanie falowe, a fale magnetyczne są zawsze poprzeczne (tak jak fale świetlne) i rozchodzą się z prędkością taką, z jaką rozchodzi się światło.
- W 1870 Hermann von Helmholtz sformułował własną teorię elektromagnetyzmu, łącząc idee Webera i Maxwella. W 1879 Berlińska Akademia Nauk ogłosiła konkurs na eksperymentalne rozstrzygnięcie, który z systemów elektrodynamiki jest prawdziwy.
- Oliver Heaviside w 1885 roku uprościł matematyczny formalizm Maxwella i zapisał jego równania w formie znanej z dzisiejszych podręczników (bez div D = 4πρ).
- W 1887 uczeń Helmholtza, Heinrich Hertz, wykorzystując wcześniejsze badania nad rozładowaniem butelki lejdejskiej, zdołał wytworzyć i odebrać fale radiowe. Okazało się, że są one zawsze poprzeczne – a zatem rację miał Maxwell. Od tej pory mało wcześniej popularne równania Maxwella szybko zyskują powszechną akceptację.

## Sformułowanie

### Postać całkowa

#### Prawo indukcji elektromagnetycznej Faradaya
Prawo to wiąże zmienne pole magnetyczne z indukowanym przez nie polem elektrycznym:
{\displaystyle \oint \limits _{L}{\vec {E}}\cdot {\text{d}}{\vec {l}}=-{\frac {{\text{d}}\Phi _{B}}{{\text{d}}t}},}
rozpisując strumień pola magnetycznego:
{\displaystyle \oint \limits _{L}{\vec {E}}\cdot {\text{d}}{\vec {l}}=-{\frac {\text{d}}{{\text{d}}t}}\int \limits _{S}{\vec {B}}\cdot {\text{d}}{\vec {s}},}
gdzie:
{\displaystyle {\vec {E}}} – natężenie pola elektrycznego,
{\displaystyle L} – dowolny zamknięty kontur,
{\displaystyle \Phi _{B}} – strumień indukcji pola magnetycznego przez dowolną powierzchnię {\displaystyle S} rozpiętą na konturze {\displaystyle L,}
{\displaystyle {\vec {B}}} – indukcja pola magnetycznego.
Całka po dowolnej krzywej zamkniętej (cyrkulacja) z natężenia pola elektrycznego jest równa minus pochodnej po czasie (szybkości zmian) strumienia pola magnetycznego przez dowolną powierzchnię rozpiętą na tej krzywej.

#### Uogólnione prawo Ampère’a
Prawo to wiąże indukcję pola magnetycznego z wywołującymi je prądem elektrycznym oraz zmiennym polem elektrycznym:
{\displaystyle \oint \limits _{L}{\vec {B}}\cdot {\text{d}}{\vec {l}}=\mu I+\mu \varepsilon {\frac {{\text{d}}\Phi _{E}}{{\text{d}}t}},}
rozpisując wyrażenie na strumień pola elektrycznego:
{\displaystyle \oint \limits _{L}{\vec {B}}\cdot {\text{d}}{\vec {l}}=\mu I+\mu \varepsilon {\frac {\text{d}}{{\text{d}}t}}\int \limits _{S}{\vec {E}}\cdot {\text{d}}{\vec {s}},}
gdzie:
{\displaystyle L} – dowolny zamknięty kontur,
{\displaystyle I} – całkowity prąd elektryczny przepływający przez dowolną powierzchnię {\displaystyle S} rozpiętą na konturze {\displaystyle L,}
{\displaystyle \Phi _{E}} – strumień pola elektrycznego przez tę powierzchnię,
{\displaystyle \mu } – przenikalność magnetyczna ośrodka,
{\displaystyle \varepsilon } – przenikalność elektryczna ośrodka.
Całka po dowolnej krzywej zamkniętej z indukcji pola magnetycznego jest równa sumie
- {\displaystyle \mu } razy całkowite natężenie prądu elektrycznego przepływającego przez dowolną powierzchnię rozpiętą na tej krzywej, oraz
- {\displaystyle \mu \cdot \varepsilon } razy pochodnej po czasie (prędkości zmian) strumienia natężenia pola elektrycznego przez tę powierzchnię[5].

#### Prawo Gaussa dla elektryczności
Prawo Gaussa wiąże strumień pola elektrycznego z ładunkiem wytwarzającym to pole:
{\displaystyle \varepsilon \Phi _{E}=q,}
rozpisując wyrażenie na strumień pola elektrycznego
{\displaystyle \varepsilon \oint \limits _{S}{\vec {E}}\cdot {\text{d}}{\vec {s}}=q,}
gdzie:
{\displaystyle \Phi _{E}} – strumień pola elektrycznego przez dowolną powierzchnię zamkniętą {\displaystyle S,}
{\displaystyle q} – całkowity ładunek zawarty wewnątrz tej powierzchni.
Strumień pola elektrycznego przez dowolną powierzchnię zamkniętą przemnożony przez przenikalność elektryczną ośrodka jest równy całkowitemu ładunkowi zawartemu wewnątrz tej powierzchni.

#### Prawo Gaussa dla magnetyzmu
Prawo to stwierdza, że pole magnetyczne jest bezźródłowe – nie istnieją ładunki magnetyczne:
{\displaystyle \Phi _{B}=0,}
rozpisując wyrażenie na strumień pola magnetycznego:
{\displaystyle \oint \limits _{S}{\vec {B}}\cdot {\text{d}}{\vec {s}}=0,}
gdzie:
{\displaystyle \Phi _{B}} – strumień pola magnetycznego przez dowolną powierzchnię zamkniętą {\displaystyle S.}
Całkowity strumień indukcji magnetycznej przechodzący przez dowolną powierzchnię zamkniętą równa się zeru.

### Postać różniczkowa
Równania Maxwella w postaci całkowej wiążą pole elektryczne i magnetyczne na rozciągłych krzywych i powierzchniach. Przechodząc do granicy małych wymiarów można otrzymać je w postaci różniczkowej, wiążącej pole elektryczne i magnetyczne w każdym punkcie przestrzeni. Formalnie najprościej przechodzić pomiędzy postaciami różniczkowymi i całkowymi, wykorzystując twierdzenia Stokesa oraz Gaussa-Ostrogradskiego.

#### Prawo indukcji elektromagnetycznej Faradaya
W obszarze, w którym istnieje zmienne pole magnetyczne, powstaje pole elektryczne:
{\displaystyle \nabla \times {\vec {E}}=-{\frac {\partial {\vec {B}}}{\partial {t}}},}
gdzie:
{\displaystyle \nabla \times } – operator rotacji.

#### Uogólnione prawo Ampère’a
Źródłem pola magnetycznego może być płynący prąd elektryczny oraz zmieniające się w czasie pole elektryczne:
{\displaystyle \nabla \times {\vec {B}}=\mu {\vec {j}}+\mu \varepsilon {\frac {\partial {\vec {E}}}{\partial {t}}},}
gdzie:
{\displaystyle {\vec {j}}} – gęstość prądu elektrycznego.

#### Prawo Gaussa dla elektryczności
Wiąże pole elektryczne z gęstością ładunku wytwarzającego to pole:
{\displaystyle \varepsilon \nabla \cdot {\vec {E}}=\rho ,}
gdzie:
{\displaystyle \nabla } – operator dywergencji,
{\displaystyle \rho } – gęstość ładunku elektrycznego.

#### Prawo Gaussa dla magnetyzmu
Nie ma „ładunków (monopoli) magnetycznych”, które mogłyby być źródłem pola magnetycznego:
{\displaystyle \nabla \cdot {\vec {B}}=0.}

### Podsumowanie
| Postać różniczkowa                                                                                                  | Postać całkowa | Sens fizyczny równania                                                        |
| 1. Prawo indukcji elektromagnetycznej Faradaya                                                                      | 1. Prawo indukcji elektromagnetycznej Faradaya | 1. Prawo indukcji elektromagnetycznej Faradaya                                |
| --- | --- | ----------------------------------------------------------------------------- |
| {\displaystyle \nabla \times {\vec {E}}=-{\frac {\partial {\vec {B}}}{\partial {t}}}}                               | {\displaystyle \oint \limits _{L}{\vec {E}}\cdot {\text{d}}{\vec {l}}=-{\frac {{\text{d}}\Phi _{B}}{{\text{d}}t}},} gdzie {\displaystyle \Phi _{B}} – strumień magnetyczny przez dowolny kontur rozpięty na krzywej L                                                                                                | Zmienne w czasie pole magnetyczne wytwarza pole elektryczne.                  |
| 2. Prawo Ampère’a rozszerzone przez Maxwella                                                                        | |                                                                               |
| {\displaystyle \nabla \times {\vec {B}}=\mu {\vec {j}}+\mu \varepsilon {\frac {\partial {\vec {E}}}{\partial {t}}}} | {\displaystyle \oint \limits _{L}{\vec {B}}\cdot {\text{d}}{\vec {l}}=\mu I+\mu \varepsilon {\frac {{\text{d}}\Phi _{E}}{{\text{d}}t}},} gdzie {\displaystyle \Phi _{E}} – strumień elektryczny przez dowolny kontur rozpięty na krzywej L, a {\displaystyle I} – całkowity prąd elektryczny przecinający ten kontur | Przepływający prąd oraz zmienne pole elektryczne wytwarzają pole magnetyczne. |
| 3. Prawo Gaussa dla elektryczności                                                                                  | |                                                                               |
| {\displaystyle \varepsilon \nabla \cdot {\vec {E}}=\rho }                                                           | {\displaystyle \varepsilon \oint \limits _{S}{\vec {E}}\cdot {\text{d}}{\vec {S}}=q,} gdzie {\displaystyle q} – całkowity ładunek zawarty wewnątrz powierzchni {\displaystyle S} | Ładunki są źródłem pola elektrycznego.                                        |
| 4. Prawo Gaussa dla magnetyzmu                                                                                      | |                                                                               |
| {\displaystyle \nabla \cdot {\vec {B}}=0}                                                                           | {\displaystyle \oint \limits _{S}{\vec {B}}\cdot {\text{d}}{\vec {S}}=0} | Pole magnetyczne jest bezźródłowe.                                            |

### Postać z wektoramiHiD
Niekiedy do opisu pola elektrycznego i magnetycznego wprowadza się wektory indukcji elektrycznej (przesunięcia dielektrycznego) {\displaystyle {\vec {D}}} oraz natężenia pola magnetycznego {\displaystyle {\vec {H}}} określone przez:
{\displaystyle {\vec {D}}=\varepsilon {\vec {E}},}
{\displaystyle {\vec {B}}=\mu {\vec {H}}.}
Równania Maxwella formułuje się wtedy, wydzielając z ładunku tak zwany ładunek swobodny, nie uwzględniający ładunków będących rezultatem polaryzacji dielektryka, a z prądów odpowiednio „prąd ładunków swobodnych” nie uwzględniający prądu polaryzacji. Równania Maxwella przyjmują postać:
| Postać różniczkowa | Postać całkowa | Sens fizyczny                                                                 |
| 1. Prawo indukcji elektromagnetycznej Faradaya | 1. Prawo indukcji elektromagnetycznej Faradaya | 1. Prawo indukcji elektromagnetycznej Faradaya                                |
| --- | --- | ----------------------------------------------------------------------------- |
| {\displaystyle \nabla \times {\vec {E}}=-{\frac {\partial {\vec {B}}}{\partial {t}}}} | {\displaystyle \oint \limits _{L}{\vec {E}}\cdot {\text{d}}{\vec {l}}=-{\frac {{\text{d}}\Phi _{B}}{{\text{d}}t}}} | Zmienne w czasie pole magnetyczne wytwarza pole elektryczne.                  |
| 2. Prawo Ampère’a rozszerzone przez Maxwella | |                                                                               |
| {\displaystyle \nabla \times {\vec {H}}={\vec {j}}_{\mathrm {sw} }+{\frac {\partial {\vec {D}}}{\partial {t}}},} gdzie {\displaystyle {\vec {j}}_{\mathrm {sw} }} – gęstość prądu ładunków swobodnych. | {\displaystyle \oint \limits _{L}{\vec {H}}\cdot {\text{d}}{\vec {l}}=I_{\mathrm {sw} }+{\frac {{\text{d}}\Phi _{D}}{{\text{d}}t}},} gdzie {\displaystyle \Phi _{D}} – strumień indukcji elektrycznej przez dowolną powierzchnię rozpiętą na konturze {\displaystyle L,} {\displaystyle I_{\mathrm {sw} }} – prąd ładunków swobodnych przepływających przez tę powierzchnię. | Przepływający prąd oraz zmienne pole elektryczne wytwarzają pole magnetyczne. |
| 3. Prawo Gaussa dla elektryczności | |                                                                               |
| {\displaystyle \nabla \cdot {\vec {D}}=\rho _{\mathrm {sw} },} gdzie {\displaystyle \rho _{\mathrm {sw} }} – gęstość ładunku swobodnego.                                                               | {\displaystyle \Phi _{D}=\oint \limits _{S}{\vec {D}}\cdot {\text{d}}{\vec {s}}=q_{\mathrm {sw} },} gdzie {\displaystyle \Phi _{D}} – strumień indukcji elektrycznej przez dowolną powierzchnię zamkniętą; {\displaystyle q_{\mathrm {sw} }} – ładunek swobodny zawarty wewnątrz tej powierzchni.                                                                            | Ładunki są źródłem pola elektrycznego.                                        |
| 4. Prawo Gaussa dla magnetyzmu | |                                                                               |
| {\displaystyle \nabla \cdot {\vec {B}}=0} | {\displaystyle \Phi _{B}=\oint \limits _{S}{\vec {B}}\cdot {\text{d}}{\vec {s}}=0} | Pole magnetyczne jest bezźródłowe.                                            |

### W układzie CGS
Układ jednostek CGS jednoznacznie definiuje jednostki mechaniczne, natomiast istnieje kilka konwencji uzupełniania go o jednostki elektrodynamiczne. W każdym z takich przypadków równania Maxwella będzie zapisywało się nieco inaczej (najpopularniejszy jest układ CGS Gaussa).
| 1. Prawo indukcji elektromagnetycznej Faradaya                                                    | 2. Prawo Ampère’a rozszerzone przez Maxwella                                                                                          | 3. Prawo Gaussa dla elektryczności                      | 4. Prawo Gaussa dla magnetyzmu            |
| W układzie CGS w wersji Gaussa                                                                    | W układzie CGS w wersji Gaussa | W układzie CGS w wersji Gaussa                          | W układzie CGS w wersji Gaussa            |
| ------------------------------------------------------------------------------------------------- | --- | ------------------------------------------------------- | ----------------------------------------- |
| {\displaystyle \nabla \times {\vec {E}}=-{\frac {1}{c}}{\frac {\partial {\vec {B}}}{\partial t}}} | {\displaystyle \nabla \times {\vec {B}}={\frac {1}{c}}{\frac {\partial {\vec {E}}}{\partial t}}+{\frac {4\pi }{c}}{\vec {J}}}         | {\displaystyle \nabla \cdot {\vec {E}}=4\pi \rho }      | {\displaystyle \nabla \cdot {\vec {B}}=0} |
| W elektrostatycznym układzie CGS (es-CGS, ESU, stat-CGS)                                          | |                                                         |                                           |
| {\displaystyle \nabla \times {\vec {E}}=-{\frac {\partial {\vec {B}}}{\partial t}}}               | {\displaystyle \nabla \times {\vec {B}}={\frac {1}{c^{2}}}{\frac {\partial {\vec {E}}}{\partial t}}+{\frac {4\pi }{c^{2}}}{\vec {J}}} | {\displaystyle \nabla \cdot {\vec {E}}=4\pi \rho }      | {\displaystyle \nabla \cdot {\vec {B}}=0} |
| W elektromagnetycznym układzie CGS (em-CGS, EMU, ab-CGS)                                          | |                                                         |                                           |
| {\displaystyle \nabla \times {\vec {E}}=-{\frac {\partial {\vec {B}}}{\partial t}}}               | {\displaystyle \nabla \times {\vec {B}}={\frac {1}{c^{2}}}{\frac {\partial {\vec {E}}}{\partial t}}+{4\pi }{\vec {J}}}                | {\displaystyle \nabla \cdot {\vec {E}}=4\pi c^{2}\rho } | {\displaystyle \nabla \cdot {\vec {B}}=0} |
| W układzie CGS w wersji Lorenza-Heaviside’a                                                       | |                                                         |                                           |
| {\displaystyle \nabla \times {\vec {E}}=-{\frac {1}{c}}{\frac {\partial {\vec {B}}}{\partial t}}} | {\displaystyle \nabla \times {\vec {B}}={\frac {1}{c}}{\frac {\partial {\vec {E}}}{\partial t}}+{\frac {1}{c}}{\vec {J}}}             | {\displaystyle \nabla \cdot {\vec {E}}=\rho }           | {\displaystyle \nabla \cdot {\vec {B}}=0} |

## Szczególne przypadki

### W ośrodkach liniowych
W ogólnym przypadku przenikalność elektryczna i magnetyczna jest tensorem, czasami zależnymi od natężenia pola elektrycznego i indukcji magnetycznej. Ale w większości przypadków materiały są izotropowe wówczas {\displaystyle \varepsilon } i {\displaystyle \mu } są skalarami (liczbami), wówczas równania Maxwella przyjmują uproszczoną postać.
{\displaystyle \nabla \cdot \varepsilon {\vec {E}}=\rho ,}
{\displaystyle \nabla \cdot {\vec {B}}=0,}
{\displaystyle \nabla \times {\vec {E}}=-{\frac {\partial {\vec {B}}}{\partial t}},}
{\displaystyle \nabla \times {{\vec {B}}/\mu }={\vec {j}}+\varepsilon {\frac {\partial {\vec {E}}}{\partial t}}.}

### W próżni
Próżnia jest ośrodkiem liniowym, izotropowym. Przenikalność elektryczną próżni oznacza się przez {\displaystyle \varepsilon _{0},} a przenikalność magnetyczną próżni przez {\displaystyle \mu _{0}.} W próżni nie ma ładunków {\displaystyle (\rho =0)} i nie płynie prąd {\displaystyle (j=0).} Wówczas równania Maxwella upraszczają się do postaci:
{\displaystyle \nabla \cdot {\vec {E}}=0,}
{\displaystyle \nabla \cdot {\vec {B}}=0,}
{\displaystyle \nabla \times {\vec {E}}=-{\frac {\partial {\vec {B}}}{\partial t}},}
{\displaystyle \nabla \times {\vec {B}}=\mu _{0}\varepsilon _{0}{\frac {\partial {\vec {E}}}{\partial t}}.}
Z równań tych wynika, że w próżni zmieniające się pole elektryczne wywołuje zmienne wirowe pole magnetyczne, a zmieniające się pole magnetyczne wywołuje zmienne wirowe pole elektryczne. Zmiany te w postaci fali elektromagnetycznej rozchodzą się z prędkością
{\displaystyle c={\frac {1}{\sqrt {\mu _{0}\varepsilon _{0}}}}.}
Prędkość tę, mimo że dotyczy wszystkich fal elektromagnetycznych, nazywa się prędkością światła.